# Radibor
Radibor är en kommun och ort i Landkreis Bautzen i förbundslandet Sachsen i Tyskland. Kommunen har cirka 3 100 invånare.